# Bergum
Bergum (officieel, Fries: Burgum, [’bœrgm]) is een dorp in de Nederlandse provincie Friesland. Het is de hoofdplaats van de gemeente Tietjerksteradeel en telt 9.960 inwoners (1 januari 2023). Dit grootste dorp van de gemeente is kleiner dan voor 1930, toen Noordbergum nog onder Bergum viel.
Tot 1989 was de officiële naam van het dorp het Nederlandstalige Bergum, maar sindsdien is dat het Friestalige Burgum. Onder het dorp valt ook de buurtschap Noordermeer. Bergum staat bekend als woud- en waterdorp. Bergum ligt op de overgang van de Friese Wouden naar het veengebied van Midden-Friesland.
De omgeving van Bergum wordt gekenmerkt door een coulisselandschap met houtwallen. Aan de oostelijke kant liggen de natuurgebieden de Soestpolder en Noordermeer. In de omgeving van de Ritskeloane liggen lommerrijke fiets- en ruiterpaden. Aan de westelijke kant ligt natuurgebied De Dobben. In de omgeving van Bergum zijn nog een twaalftal pingo’s overgebleven. Over het aquaduct ligt een paluduct. Een paluduct is faunapassage voor natte natuursoorten langs een kanaal over een aquaduct. Het paluduct ligt in een moeraszone langs het kanaal.
Vanuit Bergum kan naar het Bergumermeer en De Leijen worden gevaren of de andere kant uit richting Eernewoude en Leeuwarden. Het dorp ligt aan het Prinses Margrietkanaal, naar het westen gaat dat door de Kromme Ee naar de Wijde Ee (Djippe Gat) en naar het oosten via de Groninger Vaart naar het Bergumermeer.
Aan de zuidwestzijde van Bergum ligt sinds het najaar 2016 het Hendrik Bulthuis Akwadukt onder het Prinses Margrietkanaal door. Over het kanaal ligt de brug Bergumerdaam, op de plaats van de oude Bergumerdam.
Bergum ligt aan de N356. Naar het noorden loopt de weg naar Veenwouden en Dokkum, en heeft via de kruising met de N355 verbinding met Hardegarijp, Noordbergum en Leeuwarden. Naar het zuiden heeft de weg verbinding met Suameer en Garijp en via de Wâldwei met Leeuwarden en Drachten. Ten westen heeft het dorp via de Warren verbinding met Suawoude en Tietjerk.

## Geschiedenis
In de omgeving van Bergum zijn werktuigen van de rendierjagers van de Ahrensburgcultuur gevonden.
Eind twaalfde eeuw werd op de plaats van een tufstenen kerkje een driebeukige kerk, de Kruiskerk gebouwd nabij het "Bergklooster" (of Barraconvent) uit diezelfde tijd. Bij resolutie van 6 november 1581 werd onder meer besloten dit klooster af te branden, "opdat de vijanden (Spanjaarden) daarvan geen roofnesten make". De gebouwen met de historische namen Martinushof en Kleasterhof op de Kloosterlaan herinneren hier nog aan. De Kruiskerk in Bergum staat ook bekend om de goede akoestiek.
Bergum was in 1747 een van de eerste plaatsen in de toenmalige Republiek waar de Pachtersoproer uitbrak. Vanuit Groningen en Friesland verspreidde deze sociale onrust zich naar andere delen van het land.
Het slot Hillama stond in het westen van Bergum tegenover de "Poppestien". Hier hebben o.a. grietmannen van Tytsjerksteradiel gewoond (Van Glinstra's). Het is omstreeks 1744 afgebroken. Nog verder naar het westen stond de Grovestins, gebouwd in 1398 en afgebrand in 1829.
Aan de Menno van Coehoornweg stond het Hooghuis, waar de vestingbouwkundige Menno Baron van Coehoorn, zijn beroemde "Vestingbouw" schreef (1685).
Glinstrastate aan de Schoolstraat herinnert aan de bekende grietmannenfamilie. Dit gebouw, met eerst de naam Philaleatheia, is in 1855 gebouwd door een lid van de in de 19e eeuw zeer invloedrijke familie Ferf. De grafheuvel met grafkelder met 9 kisten met op een na allemaal Ferfen ligt aan de Schoolstraat.
In het centrum van Bergum staat "'t Roodhert". Deze herberg is al eeuwenoud en vertrekken werden in de 18e eeuw gebruikt als "grietenij Regtcamer". Vooral na de invoering van de burgerlijke stand (1812) waren er vertrekken voor de grietenij nodig en die werden gehuurd van de eigenaar van "'t Roodhert". Ook de vrede- en politierechter hielden er zitting. Dit heeft geduurd tot 1831, toen werd het hoekhuis er tegenover grietenijhuis. In 1908 is het oude Roodhert afgebroken en kwam er een nieuw gebouw met de oude naam.
Het oude grietenijhuis op de hoek Schoolstraat / Lageweg was later ook kantongerecht, postkantoor en Indisch museum en is nu een winkelpand.
Cultureel centrum "De Pleats", een mooie oude boerderij met het voorhuis dwars op de schuur, dateert van 1773 en was oorspronkelijk van de familie Haisma, waarvan het lid Tjalling Hajes Haisma in de Franse tijd "maire" van de commune Burgum was. Ooit werd de boerderij bij het kaarten onder invloed van drank verspeeld en ging op deze manier over van de familie Haisma naar de familie Ferf. In 1954 is het gebouw gekocht door de gemeente en na de restauratie is het een uniek dorpscentrum en restaurant geworden met een grote zaal en vergaderlokaliteiten. Op het erf van "De Pleats" is in 1960 het "Iepenloftteater" gemaakt en daar wordt iedere jaar in juni een Fries toneelstuk opgevoerd. In 2002 is het theater geheel gerenoveerd.
Rond 1696 start Freerk Bosgraaf een boomkwekerij. Hieruit zijn meerdere kwekerijen van de familie Bosgraaf/Bosgra in Bergum ontstaan, zoals Kwekerij Frisia, Terra Nigra en Kweeklust en de boomkwekerij de Iephof. Ook is er een van de twee cichoreifabrieken uit ontstaan.
Van 1881 tot 1949 had Bergum een halte aan de tramlijn Veenwouden-Drachten.

## Voorzieningen

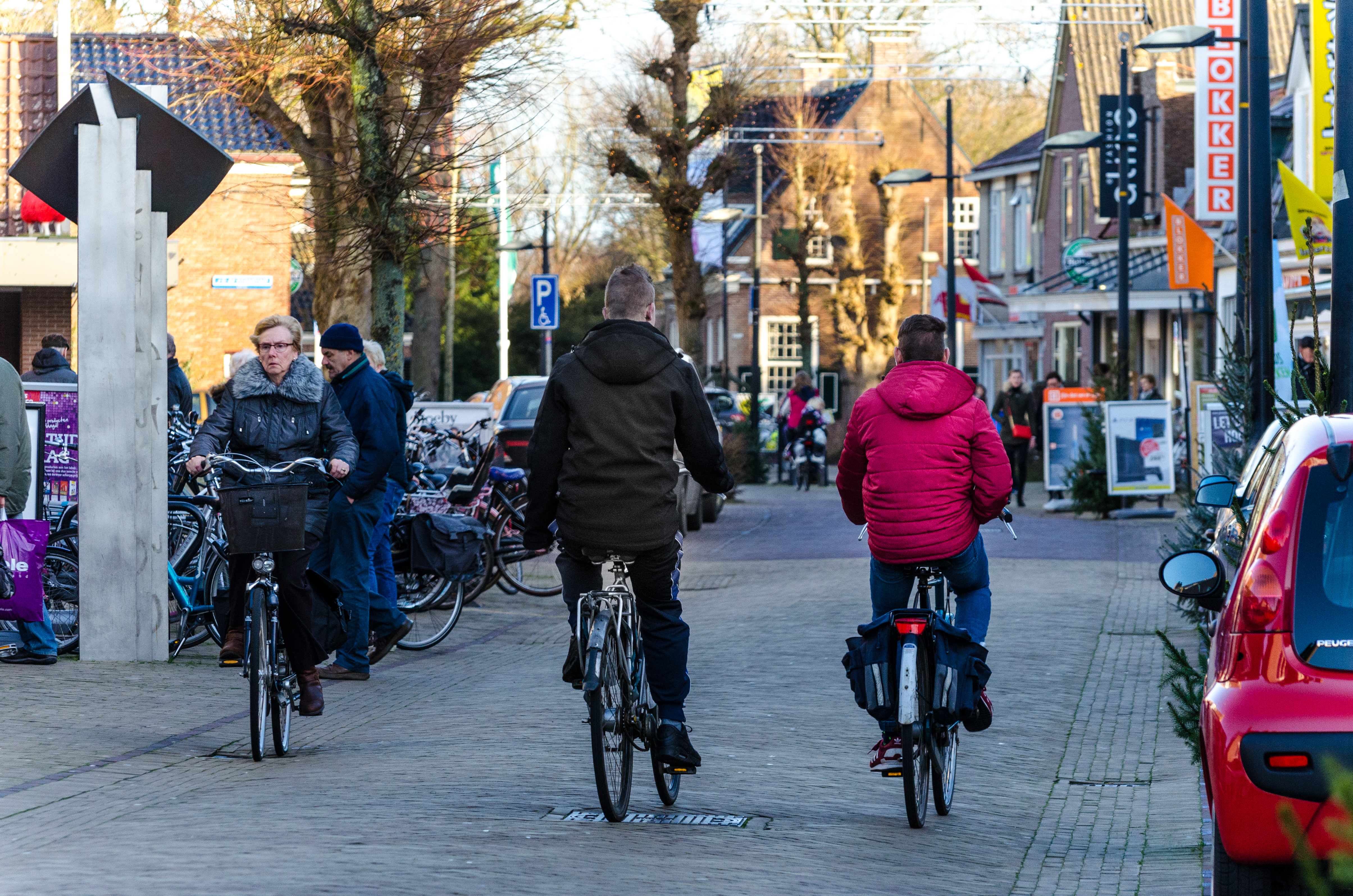
De Skoallestrjitte (Schoolstraat) in Bergum

Het dorp heeft een winkelcentrum, gemeentehuis, bibliotheek, apotheek en een openluchttheater.

### Jongeren
Er zijn meerdere scholen voor het voortgezet onderwijs, namelijk een locatie van CSG Liudger, Havotop en OSG Singelland. Er zijn drie basisscholen: OBS 't Partoer, CBS de Arke en KBS de Reinbôge. Ook voor kinderen wonend in asielzoekerscentrum Burgum is een school, AZS Papilio. Kinderopvang Burgum en Kinderwoud Kinderopvang met dagopvang, kinderdagverblijf, peuterspeelzaal, peuteropvang, buitenschoolse opvang of gastouderopvang. Cultuurcentrum de Wâldsang biedt muzieklessen en lessen in andere kunstvormen aan. Daarnaast kunnen jongeren bij Cultuurlab Het Achterland in de oude Molkfabryk terecht voor theaterlessen, filmprojecten en andere culturele activiteiten.

### Sport en recreatie
Er zijn meerdere sporthallen, het overdekt zwembad "De Wetterstins", een manege en tennisbanen. Fierljepskânsen op het ljeppershiem aan de Burgumerdaam achter het gemeentehuis. Een jachthaven met passantenhaven en plaats voor boten en campers en fietsenverhuur en een trailerhelling. Ook aan het Prinses Margrietkanaal is een camperplek. Het Wetter en Willepark met skeeler-, atletiek-, fiets- en schaatsbaan. Op 14 december 2022 werd de eerste marathon op natuurijs van het jaar verreden, dat was voor het eerst. Marathonschaatsers Maaike Verweij en Gary Hekman wonnen.
Het indoor- en outdoorpark Aventoer. In en om Bergum zijn verschillende fiets-, wandel-, men- en ruiterpaden.  Het Prinses Margrietkanaal is een veel gebruikt viswater. Ook bij de elektriciteitscentrale aan het Bergumermeer en de oevers van het Bergumermeer zijn bekende visstekken. Er zijn vogelkijkhutten in de Soestpolder en bij de elektriciteitscentrale aan het Bergumermeer.
De Soestpolder dient tevens als retentiegebied.

### Religie en welzijn
Het dorp heeft twee Protestantse Kerken de Kruiskerk en de Ikker, Rooms-Katholieke parochie St Marinus, Vrije Baptisten Gemeente Burgum en de Vrije Evangelische gemeente. KEaRN is de welzijnsorganisatie. Het cultureel centrum "De Pleats". 
Het jongerencentrum de "Foarikker" en het verenigingsgebouw "De Stryp". Door Kiehool (Stichting voor Sociaal Cultureel Werk voor Jeugd en Jongeren) worden activiteiten en evenementen voor jongeren en ouderen georganiseerd. Deze zijn in 2018 ondergebracht bij het Multifunctioneel Centrum op het landgoed Glinstra State. Het Hulpmiddelencentrum is er voor de hulpmiddelen. De Friese Wouden / KwadrantGroep is voor huishoudelijke hulp tot volledige verzorging, verpleging en specialistische zorg thuis of in een van de woonzorgcentra. Woonzorgcentrum Berchhiem is zowel een verpleeg- als verzorgingshuis. Het beschikt over een verkeers- en beweegtuin. Voor senioren liggen bij Berchhiem appartementencomplexen Oranjestins en Buitenhof. Bij het centrum liggen de wooncomplexen Markt, De Klaverkamp, ‘t Hoge Huys, Iephof, Pastoriekamp en in west Bergum ligt appartementencomplex Tuorrebout. Het Odensehuis Burgum is het inloophuis voor iedereen die met dementie te maken heeft. Talant zorg en begeleiding voor kinderen, volwassenen of ouderen met een beperking door dagopvang, kinderdagcentrum en wooncomplexen. Crisisopvang Zienn Burgum voor tijdelijk onderdak aan volwassenen en gezinnen die op straat (zijn) komen te staan of hun woonsituatie (hebben) moeten verlaten. In 1961 werd op initiatief van Pater Doesburg aan de Prinses Margrietstraat een Algemeen Crisiopvangcentrum geopend, toen nog Hospitium genoemd. De zusters Franciscanessen van Oirschot die er werkten, woonden onder hetzelfde dak als de mensen die ze opvingen en hadden de beschikking over een eigen kapel. Hoewel de opvang geleidelijk aan volledig was overgenomen door betaalde krachten, woonden er tot 2001 nog zusters in een eigen afdeling van Blijenhof. De kapel is nu een ruimte voor bezinning, ontmoeting en gebed met een interreligieus karakter.

### Overig
In Bergum is de studio van de lokale omroep RTV30, en de nieuws media Aktief Media en Wâldnet.
Jaarlijks wordt het festival Wâldpop gehouden. Het is ontstaan toen Wâldrock ophield. Ook jaarlijks zijn de Burgumer Merke in september en de Intocht van Sinterklaas.
De Bergumer specialiteit is het wichterbier 'It Lulke Wiif'.
Het gemeentehuis aan de Raadhuisweg is gebouwd onder architectuur van Piet de Vries te Leeuwarden en werd geopend in 1935. In 1972 werd er een zuidelijke vleugel aangebouwd, die in 1985 een grote uitbreiding kreeg onder architectuur van Abe Bonnema uit Hardegarijp. In 1992 werd er wederom een vleugel bijgeplaatst. Het politiebureau in Bergum wordt uiterlijk per 2025 vervangen door een groot steunpunt in de plaats.  Het vrijwilligers korps van Brandweer Bergum maakt deel uit van de Veiligheidsregio Fryslân.
De Vereniging voor Dorpsbelangen Bergum bestaat sinds 1893. Dorpsbelangen zet zich in algemene zin in voor de leefbaarheid van Bergum. Daarnaast staan het milieu en de veiligheid voor jong en oud hoog in het vaandel. Verder stimuleert Dorpsbelangen het werk van de vele buurtverenigingen, onder meer door een platform te zijn voor de uitwisseling van ervaringen.
Bergum heeft jarenlang twee muziekverenigingen gekend. Dit waren de fanfares Apollo en Hallelujah. Zij zijn in 2018 gefuseerd en vormen nu Burgumer muziekvereniging Legato

## Schapen
Bergum staat bekend om haar schapen die het gras in de wijken kort houden. Hierdoor krijgt Bergum veel reacties van onder andere 'Wakker Dier'.

## Bezienswaardigheden
- Kruiskerk.
- Observeum, een volkssterrenwacht en streekmuseum.
- Een grote zwerfkei genaamd Poppestien (Babysteen). Volgens de folklore zouden de kleine kinderen van onder deze steen ter wereld komen.

## Bevolkingsontwikkeling
| |
| De cijfers van het CBS betreffen Bergum inclusief de verspreide huizen eromheen. In 2017 waren dit ruim 400 mensen. ■ Data afkomstig van volkstellingen.nl ■ Data afkomstig van het CBS |

## Geboren in Bergum
- Rombertus van Uylenburgh (ca. 1554-1624), schoonvader van Rembrandt, vader van Saskia van Uylenburgh (1612-1642)
- Tsjibbe Gearts van der Meulen (1824-1906), volksschrijver, boekhandelaar, drukker, uitgever en klokkenmaker
- Petrus Boele Jacobus Ferf (1854-1916), politicus
- Hendrik Bulthuis (1892–1948), bouwer van zwaardzeilboot de BM'er of Bergumermeer
- Abe Brouwer (1901-1985), schrijver
- Rinze Douma (1910-1945), predikant en verzetsstrijder
- Douwe van der Ploeg (1919-2006), florist en onderwijzer
- Sake van der Ploeg (1920-1985), stakingsleider, vakbondsbestuurder en politicus
- Auke de Vries (1937), beeldhouwer en tekenaar
- Joop Wittermans (1946), acteur
- Joke van Rijssel (1955), schaatsster
- Jehannes Ytsma (1957-2005), taalsocioloog
- Job Gosschalk (1967),  regisseur, schrijver en film- en televisieproducent
- Philip Kooke (1968), sportverslaggever
- Sipke Zijlstra (1985), wielrenner
- Inez van der Veen (2003), voetbalster

## Overleden in Bergum
- Adriaen van Cronenburg (1545-1604), kunstschilder